# Festival international du film de Toronto 2012
Le Festival international du film de Toronto 2012, la 37e édition du festival (37th annual Toronto International Film Festival ou TIFF), s'est tenu du 6 au 16 septembre 2012.
Le festival s'est ouvert avec le film Looper.

## Sélection

### Gala Presentations
- Argo de Ben Affleck  États-Unis
- Sous surveillance (The Company You Keep) de Robert Redford  États-Unis
- Dangerous Liaisons (危險關係) de Hur Jin-ho  Chine
- De grandes espérances (Great Expectations) de Mike Newell  Royaume-Uni
- Crimes de guerre (Emperor) de Peter Webber  États-Unis  Japon
- English Vinglish de Gauri Shinde  Inde
- Free Angela & All Political Prisoners de Shola Lynch
- Happiness Therapy (Silver Linings Playbook) de David O. Russell  États-Unis
- Week-end royal (Hyde Park on Hudson) de Roger Michell  Royaume-Uni
- Inescapable de Ruba Nadda  Canada
- Jayne Mansfield's Car de Billy Bob Thornton  États-Unis
- Looper de Rian Johnson  États-Unis
- Love, Marilyn de Liz Garbus  États-Unis
- Midnight's Children de Deepa Mehta  Royaume-Uni  Canada
- L'Intégriste malgré lui (The Reluctant Fundamentalist) de Mira Nair  États-Unis  Royaume-Uni  Qatar
- Royal Affair (En kongelig affære) de Nikolaj Arcel  Danemark  Suède  République tchèque
- Song for Marion de Paul Andrew Williams  Royaume-Uni
- Thermae Romae (テルマエ・ロマエ) de Hideki Takeuchi  Japon
- Venir au monde (Venuto al mondo) de Sergio Castellitto  Italie  Espagne
- What Maisie Knew de Scott McGehee et David Siegel  États-Unis

### Special Presentations
- À la merveille (To the Wonder) de Terrence Malick
- Anna Karénine (Anna Karenina) de Joe Wright
- Antiviral de Brandon Cronenberg
- Arthur Newman de Dante Ariola
- At Any Price de Ramin Bahrani
- L'Attentat (The Attack) de Ziad Doueiri
- Bad 25 de Spike Lee
- La Belle Endormie (Bella addormentata) de Marco Bellocchio
- Byzantium de Neil Jordan
- Le Capital de Costa-Gavras
- La Chasse (Jagten) de Thomas Vinterberg
- Cloud Atlas de Tom Tykwer, Andy Wachowski et Lana Wachowski
- The Deep de Baltasar Kormákur
- Disconnect de Henry Alex Rubin
- Do Not Disturb de Yvan Attal
- Dans la maison de François Ozon
- Dreams for Sale de Nishikawa Miwa
- Elefante blanco de Pablo Trapero
- End of Watch de David Ayer
- Usurpateur de Ana Piterbarg
- Foxfire, confessions d'un gang de filles de Laurent Cantet
- Frances Ha de Noah Baumbach
- Ginger et Rosa (Ginger and Rosa) de Sally Potter
- Greetings from Tim Buckley de Dan Algrant
- Hannah Arendt de Margarethe von Trotta
- The Iceman de Ariel Vromen
- Imogene (renommé Girl Most Likely) de Robert Pulcini et Shari Springer Berman
- The Impossible (Lo imposible) de Juan Antonio Bayona
- Inch'Allah de Anaïs Barbeau-Lavalette
- Kon-Tiki de Joachim Rønning et Espen Sandberg
- The Last Supper (王的盛宴, Wáng Dè Shèng Yàn) de Lu Chuan
- A Late Quartet de Yaron Zilberman
- Laurence Anyways de Xavier Dolan
- A Liar's Autobiography: The Untrue Story of Monty Python's Graham Chapman de Ben Timlett
- Les Lignes de Wellington (As linhas de Torres Vedras) de Valeria Sarmiento
- Liverpool de Manon Briand
- Lore de Cate Shortland
- Love Is All You Need (Den skaldede frisør) de Susanne Bier
- Le Magasin des suicides de Patrice Leconte
- The Master de Paul Thomas Anderson
- Mister Pip de Andrew Adamson
- Le Monde de Charlie (The Perks of Being a Wallflower) de Stephen Chbosky
- Much Ado About Nothing de Joss Whedon
- No de Pablo Larraín
- Outrage: Beyond (アウトレイジ ビヨンド, Autoreiji Biyondo) de Takeshi Kitano
- Paperboy (The Paperboy) de Lee Daniels
- Passion de Brian De Palma
- The Place Beyond the Pines de Derek Cianfrance
- Quartet de Dustin Hoffman
- Reality de Matteo Garrone
- Rebelle de Kim Nguyen
- Rhino Season (فصل کرگدن, Fasle kargadan) de Bahman Ghobadi
- De rouille et d'os de Jacques Audiard
- Les Saphirs (The Sapphires) de Wayne Blair
- The Sessions de Ben Lewin
- The Son Did It de Daniele Ciprì
- Spring Breakers de Harmony Korine
- Still de Michael McGowan (en)
- Stories We Tell de Sarah Polley
- Sur la route (On the Road) de Walter Salles
- Tai Chi 0 de Stephen Fung
- Thanks for Sharing de Stuart Blumberg
- Thérèse Desqueyroux de Claude Miller
- The Time Being de Nenad Cicin-Sain
- Venus & Serena de Maiken Baird
- L'Amour malgré tout de Josh Boone
- Yellow de Nick Cassavetes
- Zaytoun (זייתון) de Eran Riklis

### Documentaries
- 9.79* de Daniel Gordon
- A World Not Ours de Mahdi Fleifel
- The Act of Killing de Joshua Oppenheimer
- Artifact de Bartholomew Cubbins (Jared Leto)
- As if We Were Catching a Cobra de Hala Alabdalla
- Camp 14–Total Control Zone de Marc Wiese
- The Central Park Five de Ken Burns, David McMahon et Sarah Burns
- Far Out Isn't Far Enough: The Tomi Ungerer Story de Brad Bernstein
- First Comes Love de Nina Davenport
- The Gatekeepers de Dror Moreh
- The Girl from the South de José Luis García
- How to Make Money Selling Drugs de Matthew Cooke
- Iceberg Slim: Portrait of a Pimp de Jorge Hinojosa
- London – The Modern Babylon de Julien Temple
- Lunarcy! de Simon Ennis
- Mea Maxima Culpa: Silence in the House of God (en) de Alex Gibney
- Men At Lunch de Seán Ó Cualáin
- Des Abeilles et des hommes de Markus Imhoof
- No Place on Earth de Janet Tobias
- Reincarnated (en) d'Andrew Capper
- Revolution de Rob Stewart
- Roman Polanski: Odd Man Out de Marina Zenovich
- The Secret Disco Revolution de Jamie Kastner
- Shepard & Dark de Treva Wurmfeld
- Show Stopper: The Theatrical Life of Garth Drabinsky de Barry Avrich
- State 194 de Dan Setton
- Storm Surfers 3D de Christopher Nelius and Justin McMillan
- The Walls of Dakar de Abdoul Aziz Cissé

### Midnight Madness
- The ABCs of Death - Multiple directors
- Aftershock de Nicolás López
- The Bay de Barry Levinson
- Come Out and Play de Makinov
- Dredd de Pete Travis
- Hellbenders de J. T. Petty
- John Dies at the End de Don Coscarelli
- The Lords of Salem de Rob Zombie
- No One Lives de Ryuhei Kitamura
- Sept psychopathes (Seven Psychopaths) de Martin McDonagh

### Vanguard
- 90 Minutes de Eva Sørhaug
- Beijing Flickers de Zhang Yuan
- Berberian Sound Studio de Peter Strickland
- Blondie de Jesper Ganslandt
- Here Comes the Devil de Adrian Garcia Bogliano
- I Declare War de Jason Lapeyre et Robert Wilson
- Ill Manors de Ben Drew
- Motorway de Soi Cheang
- Painless de Juan Carlos Medina
- Peaches Does Herself de Peaches
- Pusher de Luis Prieto (en)
- Room 237 de Rodney Ascher
- Sightseers de Ben Wheatley
- Thale de Aleksander Nordaas
- The We and the I de Michel Gondry

### Contemporary World Cinema
- 3 de Pablo Stoll Ward
- After the Battle de Yousry Nasrallah
- All That Matters Is Past de Sara Johnsen
- Baby Blues de Katarzyna Rosłaniec
- Barbara de Christian Petzold
- Bwakaw de Jun Robles Lana
- Camion de Rafaël Ouellet
- Children of Sarajevo de Aida Begic
- Clandestine Childhood de Benjamín Ávila
- Comrade Kim Goes Flying de Anja Daelemans, Nicholas Bonner et Gwang Hun Kim
- The Cowards Who Looked to the Sky de Yuki Tanada
- The Cremator de Peng Tao
- The Crimes of Mike Recket de Bruce Sweeney
- Dead Europe de Tony Krawitz
- Dust de Julio Hernández Cordón
- Eagles de Dror Sabo
- Fin de Jorge Torregrossa
- The Fitzgerald Family Christmas de Edward Burns
- Fly With the Crane de Li Ruijun
- Ghost Graduation de Javier Ruiz Caldera
- God Loves Caviar de Yannis Smaragdis
- Gone Fishing de Carlos Sorín
- The Great Kilapy de Zézé Gamboa
- A Hijacking de Tobias Lindholm
- Him, Here, After de Asoka Handagama
- The Holy Quaternity de Jan Hřebejk
- Home Again de Sudz Sutherland
- Imagine de Andrzej Jakimowski
- Dans la brume de Sergei Loznitsa
- In the Name of Love de Luu Huynh
- Jackie de Antoinette Beumer
- Jump de Kieron J. Walsh
- Just the Wind de Bence Fliegauf
- Juvenile Offender de Yikwan Kang
- Key of Life de Kenji Uchida
- Kinshasa Kids de Marc-Henri Wajnberg
- The Land of Hope de Sion Sono
- The Lesser Blessed de Anita Doron
- Middle of Nowhere de Ava DuVernay
- Museum Hours de Jem Cohen (en)
- My Awkward Sexual Adventure de Sean Garrity
- Once Upon a Time Was I, Verônica de Marcelo Gomes
- Paradise: Love de Ulrich Seidl
- The Patience Stone de Atiq Rahimi
- Penance de Kiyoshi Kurosawa
- Peripeteia de John Akomfrah
- Road North de Mika Kaurismäki
- Shores of Hope de Toke Constantin Hebbeln
- Sleeper's Wake de Barry Berk
- Smashed de James Ponsoldt
- The Thieves de Choi Dong-hoon
- Three Kids de Jonas d'Adesky
- Three Worlds de Catherine Corsini
- Thy Womb de Brillante Mendoza
- The Tortoise, An Incarnation de Girish Kasaravalli
- Underground: The Julian Assange Story de Robert Connolly
- Virgin Margarida de Licinio Azevedo
- La Tour de guet (Gözetleme Kulesi) de Pelin Esmer
- A Werewolf Boy de Jo Sung-hee
- What Richard Did de Lenny Abrahamson
- Quand je t'ai vu (Lamma shoftak) de Annemarie Jacir
- Zabana ! de Saïd Ould-Khelifa

### Masters
- Amour de Michael Haneke  Autriche  France
- Au-delà des collines (După dealuri) de Cristian Mungiu  Roumanie
- The End of Time de Peter Mettler  Canada  Suisse
- Everyday de Michael Winterbottom  Royaume-Uni
- Gebo et l'Ombre de Manoel de Oliveira  France  Portugal
- In Another Country (다른 나라에서, Da-Reun Na-ra-e-suh) de Hong Sang-soo  Corée du Sud
- Like Someone in Love de Abbas Kiarostami  France  Japon
- Moi et toi (Io e te) de Bernardo Bertolucci
- La Nuit d'en face (La noche de enfrente) de Raúl Ruiz  France  Chili
- Pietà (피에타) de Kim Ki-duk  Corée du Sud
- Après Mai d’Olivier Assayas  France
- L'Étudiant de Darezhan Omirbaev  Kazakhstan
- Tout ce que tu possèdes de Bernard Émond  Canada
- When Day Breaks (Кад сване дан, Kad svane dan) de Goran Paskaljevic  Serbie

### City To City:Mumbai
- The Bright Day de Mohit Takalkar  Inde
- Gangs of Wasseypur - Part 1 et 2 (गैंग्स ऑफ वासेपुर) de Anurag Kashyap  Inde
- Ishaqzaade de Habib Faisal  Inde
- Miss Lovely de Ashim Ahluwalia  Inde
- Mumbai's King de Manjeet Singh  Inde
- Peddlers de Vasan Bala  Inde
- Shahid de Hansal Mehta  Inde
- Shanghai de Dibakar Banerjee  Inde
- Ship of Theseus de Anand Gandhi  Inde

### Discovery
- 7 Boxes de Juan Carlos Maneglia
- Augustine de Alice Winocour
- Blackbird de Jason Buxton
- Blancanieves de Pablo Berger
- Boy Eating the Bird's Food de Ektoras Lygizos
- The Brass Teapot de Ramaa Mosley (en)
- Burn It Up de Djassa Lonesome Solo
- Call Girl de Mikael Marcimain
- Clip de Maja Milos
- The Color of the Chameleon de Emil Christov
- The Deflowering of Eva van End de Michiel ten Horn
- Detroit Unleaded de Rola Nashef
- Eat Sleep Die de Gabriela Pichler
- Le cœur a ses raisons de Rama Burshtein
- The Interval de Leonardo Di Costanzo
- Janeane from Des Moines - Grace Lee
- Krivina de Igor Drljaca
- The Land of Eb - Andrew Williamson
- Mushrooming de Toomas Hussar
- Nights with Theodore de Sébastien Betbeder
- Our Little Differences de Sylvie Michel
- Out in the Dark de Michael Mayer
- Picture Day de Kate Mellville
- Satellite Boy de Catriona McKenzie
- La Sirga de William Vega
- Tower de Kazik Radwanski
- Wasteland de Rowan Athale

### TIFF Kids
- Ernest et Célestine de Benjamin Renner  Belgique  France  Luxembourg
- Le Monde de Nemo 3D (Finding Nemo 3D) de Andrew Stanton  États-Unis
- Hôtel Transylvanie (Hotel Transylvania) de Genndy Tartakovsky  États-Unis
- Igor and the Cranes' Journey de Evgeny Ruman  Allemagne  Israël  Pologne

### TIFF Cinematheque
- The Bitter Ash (1963) de Larry Kent  Canada
- L'Étoile cachée (The Cloud Capped Star, 1960) de Ritwik Ghatak  Inde
- Le crime était presque parfait (Dial M for Murder, 1954) de Alfred Hitchcock  États-Unis
- Loin du Vietnam (1967) de Joris Ivens, William Klein, Claude Lelouch, Agnès Varda, Jean-Luc Godard, Chris Marker, Alain Resnais  France
- Stromboli (1950) de Roberto Rossellini  Italie
- Tess (1979) de Roman Polanski  France  Royaume-Uni

## Palmarès
| Prix                                       | Film                | Réalisateur                      |
| ------------------------------------------ | ------------------- | -------------------------------- |
| People's Choice Award                      | Happiness Therapy   | David O. Russell                 |
| People's Choice Award « Documentary »      | Artifact            | Bartholomew Cubbins (Jared Leto) |
| People's Choice Award « Midnight Madness » | Sept psychopathes   | Martin McDonagh                  |
| Meilleur film canadien                     | Laurence Anyways    | Xavier Dolan                     |
| Meilleur court métrage canadien            | Keep a Modest Head  | Deco Dawson                      |
| Meilleur premier film canadien (ex æquo)   | Antiviral Blackbird | Brandon Cronenberg Jason Buxton  |
| Prix FIPRESCI « Special Presentations »    | Dans la maison      | François Ozon                    |
| Prix FIPRESCI « Discovery »                | Call Girl           | Mikael Marcimain                 |
| Prix NETPAC                                | The Land of Hope    | Sion Sono                        |
| Discovery Award                            | Detroit Unleaded    | Rola Nashef                      |